# Liste des commanderies templières dans le Yorkshire
| Cette liste recense les commanderies et maisons de l'Ordre du Temple qui ont été construites dans la région du Yorkshire-et-Humber, en Angleterre. |

## Faits marquants et Histoire
Le comté de York occupait une place importante dans la province d'Angleterre et le maître de cette province nommait un précepteur (Commandeur de la baillie du Yorkshire) responsable de toutes les commanderies de cette région.

## Commanderies
| Midlands de l'Est Temple Newsam Wetherby |

| Copmanthorpe Foulbridge Penhill Temple Cowton Temple Hirst Westerdale |

| Midlands de l'Est Etton Faxfleet Cave |

| Commanderie   | Ville actuelle (à ou près de)          | Observations                |
| ------------- | -------------------------------------- | --------------------------- |
| Copmanthorpe  | Château de York                        | ,                           |
| Etton         | Etton                                  | [ 3 ]                       |
| Faxfleet      | À l'Ouest de Kingston-upon-Hull        | dont la seigneurie de Cave, |
| Foulbridge    | Yedingham                              | ,                           |
| Penhill       | Colline de Penhill (Yorkshire du Nord) | ,                           |
| Ribston       | Ribston Hall                           | ,                           |
| Temple Cowton | Cowton                                 | ,                           |
| Temple Hirst  | Birkin                                 | ,                           |
| Temple Newsam | À l'Est de Leeds                       | ,                           |
| Westerdale    | Westerdale                             | ,                           |
| Wetherby      | Wetherby                               | ,                           |
| Whitley       | Whitley                                | [ 1 ]                       |

### Possessions douteuses ou à vérifier
- Les templiers sont parfois mentionnés à North Ferriby (à l'Est de la commanderie de Faxfleet). Il s'agit d'une donation faite au prieuré du Temple de North Ferriby par Guillaume Ier d'Écosse et qui porte sur des terres à Carnbee (en) dans le Fife en Écosse[6]. Il semblerait que ce prieuré appartenait en fait à un autre ordre religieux désigné sous le nom de Order of the Temple of our Lord at Jerusalem et qui s'apparente à des chanoines augustins[7],[8],[9]. C'est ce qui explique qu'on trouve une charte de confirmation de leurs biens en 1319[10] alors que l'ordre du temple a été officiellement supprimé sept ans auparavant.

## Commandeurs du Yorkshire
| Maître                                    | Période de maîtrise |
| Walter Brito                              | 1220                |
| Roger de Scamelesbi                       | 1240                |
| Guillaume de Merden (William de Merden)   | 1270                |
| Robert de Haleghton                       | 1290-1293           |
| Thomas de Thoulouse                       | 1301                |
| Guillaume de Grafton (William de Grafton) | 1304                |

## Sources
- (en) Simon Phillips, « The Hospitallers' acquisition of the Templar lands in England », dans Jochen Burgtorf, Paul Crawford, Helen Nicholson, The Debate on the Trial of the Templars, 1307-1314, Ashgate Publishing ltd., 2010, 399 p. (ISBN 978-0-7546-6570-0, lire en ligne), p. 237-246
- (en) Helen Nicholson, « Relations between Houses of Order of the Temple in Britain and their Local Communities, as indicated during the Trial of the Templars, 1307-12 », dans Norman Housley, Malcolm Barber et Al., Knighthoods of Christ : Essays on the History of the Crusades And the Knights Templar, Presented to Malcolm Barber, Ashgate Publishing ltd., 2007, 257 p. (ISBN 978-0-7546-5527-5, lire en ligne), p. 195-208